# Euplectrus peechansis
Euplectrus peechansis är en stekelart som beskrevs av Wijesekara och Schauff 1994. Euplectrus peechansis ingår i släktet Euplectrus och familjen finglanssteklar.
Artens utbredningsområde är Sri Lanka. Inga underarter finns listade i Catalogue of Life.